# Вулиця В'ячеслава Липинського (Дніпро)
Вулиця В’ячеслава Липинського — одна з центральних вулиць міста Дніпро, одна з давніх вулиць центральної міської місцевості — Половиці. Розташована у Шевченківському адміністративному районі Дніпра.
Вулиця рівнинна, бере початок від проспекту Яворницького та йде на північний схід, після перехрестя з Центральною вулицею повертає праворуч на схід, перетинає Харківську вулицю й закінчується на Успенській площі й вулиці Шолом-Алейхема. Довжина вулиці — 400 м.

## Історія

### Центральна і релігійна вулиця Половиці (до 1791 року)
Вулиця  була основною містобудівною віссю Половиці та її головною суспільною вулицею. На місці будинку №14 існував православний молитовний будинок Половиці. Він у 1786 року був розширений й освячений у храм ікони Казанської Богоматері після того як зведена стараннями козацької старшини Половиці (Лазар Глоба, Гнат Каплун, Андрій Мандрика, Данило Косолап) у 1781-1783 роках дерев'яна Петропавлівська церква згоріла перед освяченням.

### Центральна адміністративна вулиця Катеринославу (1787-1810-ті роки)
Після закладки Преображенського собору імператорами Катериною ІІ і Йосипом ІІ у 1787 році Половиця припиняє своє існування, 1791 року, поруч, на Успенській площі була зведена й освячена тимчасова Казанська церква.
Корінні половчани переселяються на Мандриківку та в Сухачівку. Стару будівлю церкви з цієї ділянки будинку №14 перенесли 1793 року до Сухачівки, де осіла частина корінних половчан. На звільненому від старого храму місці у мазаних будинках розмістили міське урядування: Міський магістрат Катеринославу, Міська дума Катеринославу, Словесний суд Катеринославу, Сирітський суд Катеринославу, цехові правління Катеринославу і поліція Катеринославу.
Перша міська Дума Катеринославу проіснувала на місці будинку № 14 до 1810-х років.

### Караїми на Караїмській вулиці (1810-ті - 1850-ті роки)
На вулиці, а також на сусідніх (караїмська кенаса зведена на перехресті Залізної (Європейської) і Центральної), переселилася з Криму заможна караїмська громада з понад 40 родинами, тому вулиця отримала назву Караїмської (одна з них — родина Джигіт володіла тютюновою фабрикою на вулиці Магдебурзького права).
Активно Караїмська вулиця забудовувалася у 1800-1830 роки.
У 1820 році у найкращому в місті заїжджому дворі купця Тихо(но)ва, що розташовувався на місці сучасного будинку №4 (1976 року тут розміщена меморіальна дошка), зупинявся російський поет Олександр Пушкін.

### Торгова вулиця (1850-ті - 1938 роки)
У другій половині 19 сторіччя Караїмська вулиця стає відомою як Торгова, бо перетворюється з громадського центру на торговий, стаючи продовженням міського центру торгівлі — Троїцької площі (тепер площі Героїв Майдану). Тут розмістилися 2 галантерейні магазини Берлявського, 6 капелюшкових магазинів Ландау, по одному магазину Вітліна: ювелірний, шпалер, рам, оптики, а також магазини парасольок, вина, булочний, оптики, книг і паперу та інші. Серед майстерень тут зосередилися кравецькі, багетні і палітурні. Також тут діяла “Вегетаріанська” їдальня, готель “Континенталь”, мебльовані номери “Лісабон” і нічліг “Англія”. У 1870-1900 роках вулиця була забудована красивими цегляними 2- 3-поверховими садибами.
Центральність цієї вулиці підкреслює прокладення трамвайної колії “Вокзал-Йорданська” у 1897 році. На Успенській площі трамвай повертав ліворуч на сучасну вулицю Коцюбинського до Дніпра.

### Вулиця Ширшова (1938-2016 роки)
1938 року Торгова вулиця перейменована на честь уродженця Чечелівки, полярного дослідника-гідробіолога, першого Героя Радянського Союзу в Дніпропетровській області Петра Ширшова (1905-1953), який брав участь в експедиції пароплаву “Челюскін” (1933-1934) і в експедиції на Північний полюс у 1937-1938 роках, заміряв вперше глибину Північного Льодового океану, міністр морського флоту СРСР у 1942-1948 роках.
Трамвайну колію було демонтовано 1966 року до будівництва Нового мосту.

### Вулиця Липинського (з 2016 року)

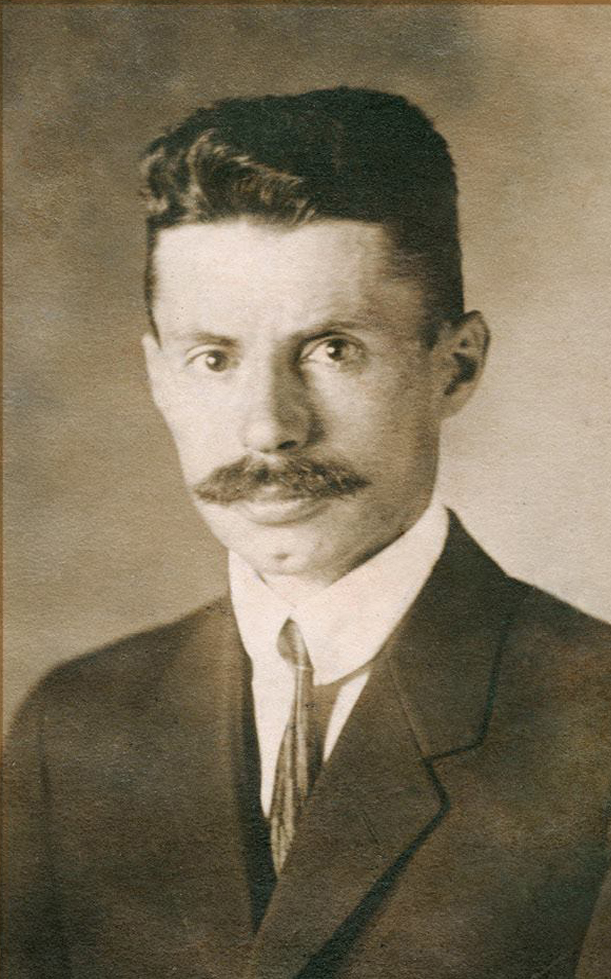
В'ячеслав Липинський (1921)

У 2016 році за законом про декомунізацію вулиці надали ім’я ідеолога українського державотворення В’ячеслава Липинського (1882-1931).

## Будівлі

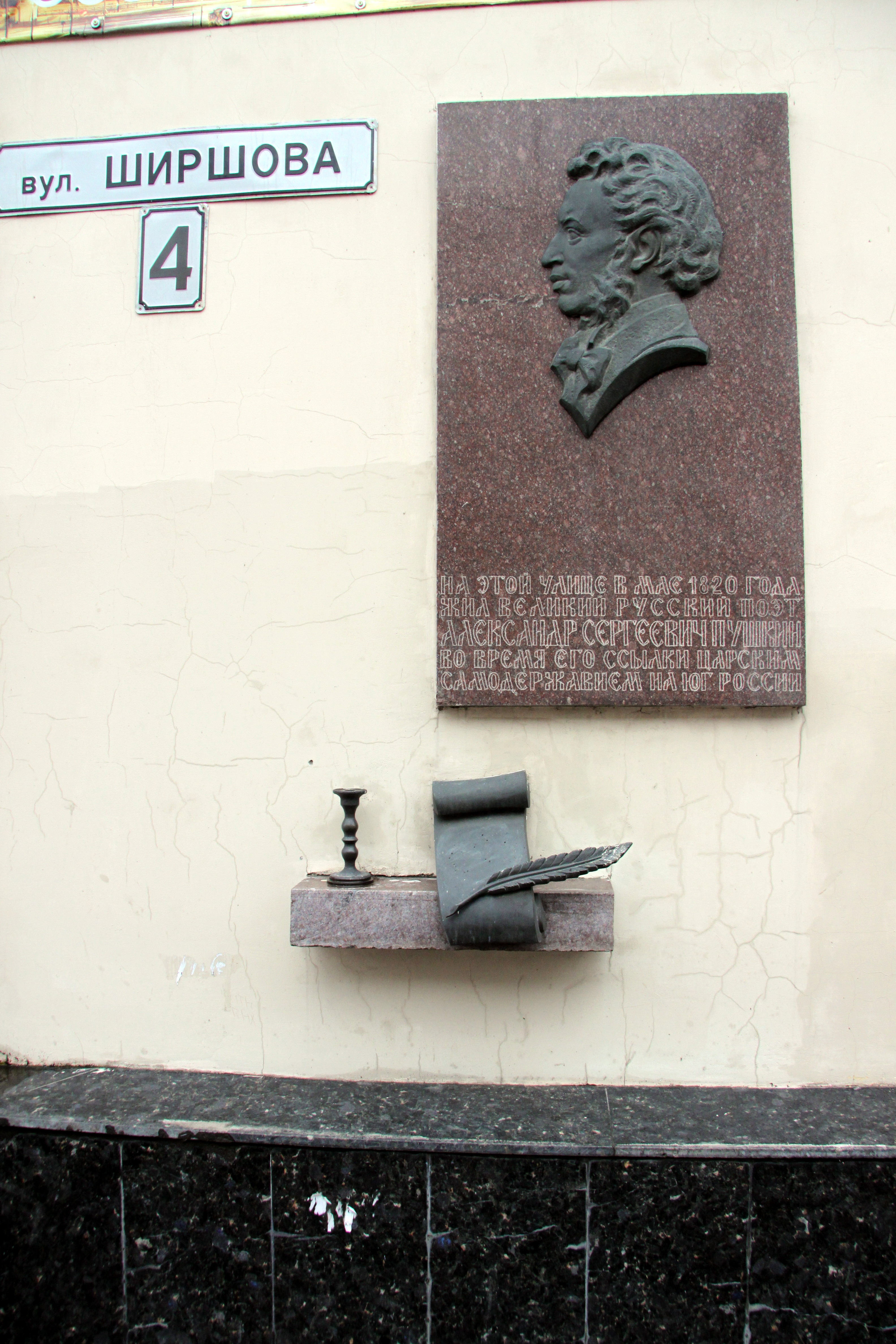
Меморіальна дошка присвячена перебуванню Олександра Пушкіна

- № 4 — у заїжджому дворі Тихова, що не зберігся зупинявся російський поет Олександр Пушкін; 1976 року тут була відкрита меморіальна дошка;
- №14 — до 1810-х років тут перебувала Міська Дума Катеринослава; сучасна будівля зведена у 1830-1840-х роках; у 1910 році місто отримує маєток у спадок від Євдокії Іванівни вдови купця І. Пчолкіна й шляхтича С. Ставровського; за заповітом місто передає маєток доброчинному товариству для облаштування тут дитячого притулку “мпадкового почесного громадянина Івана Прокоповича Пчолкіна” й дешевої їдальні; 1920 року доброчинні товариства, притулки і богадільні були закриті більшовиками; тут відкрилася фабрично-заводське училище №8 для підготовки токарів, слюсарів і фрезувальників; у 1960-х роках тут відкрилося СПТУ №5, що діяло до початку 1990-х років; будинок перебуває у державній власності;

## Світлини

Будинок XIX століття на розі вулиць В'ячеслава Липинського, 6 і Харківської, 5
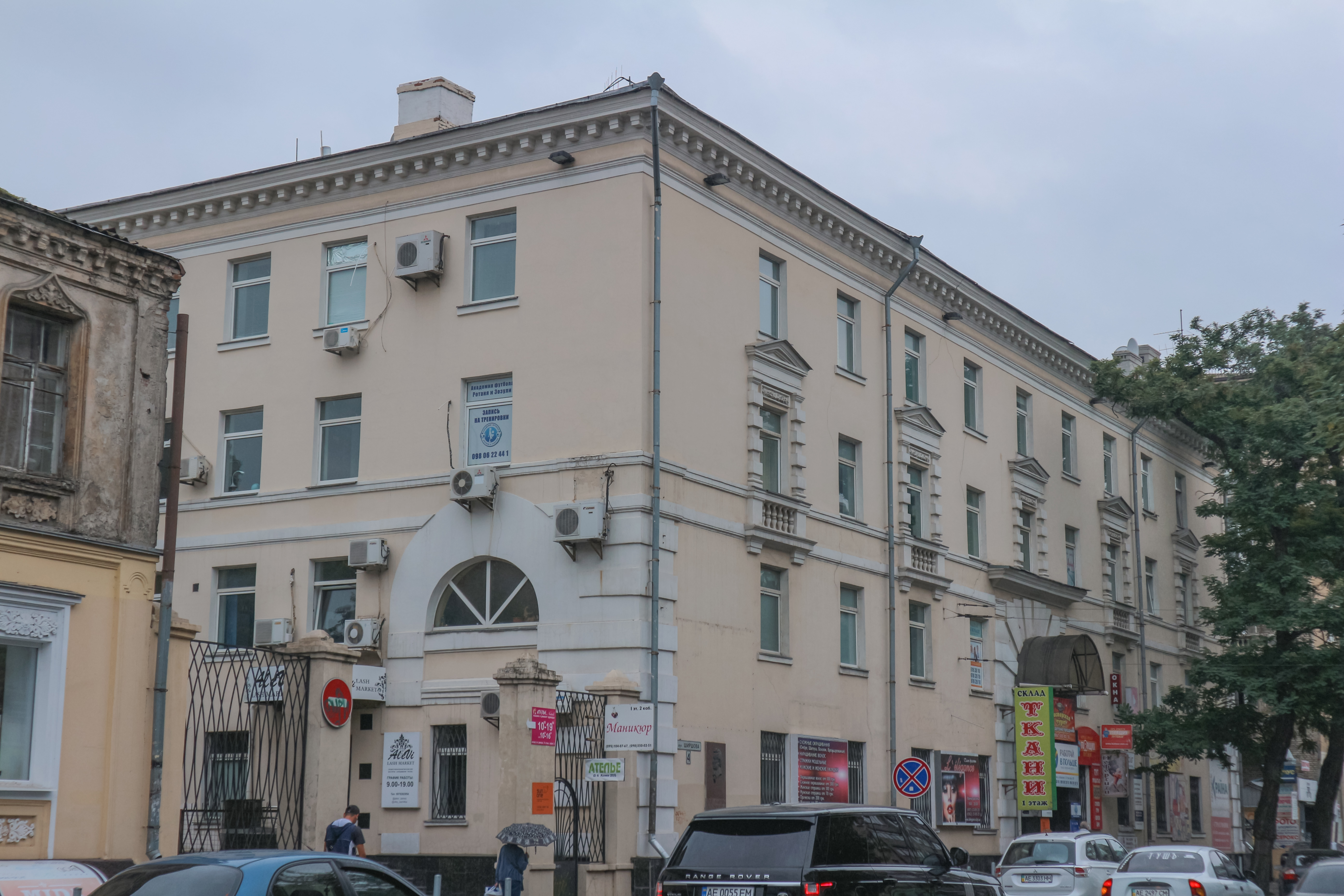
На місці цього сучасного будинку №4 існував постоялий двір Тихова, де у 1820 році перебував Олександр Пушкін

## Перехресні вулиці
- проспект Яворницького,
- Центральна вулиця,
- Харківська вулиця,
- Успенська площа,
- Вулиця Шолом-Алейхема